# La Landsgemeinde
Pour l'institution de démocratie directe, voir Landsgemeinde.

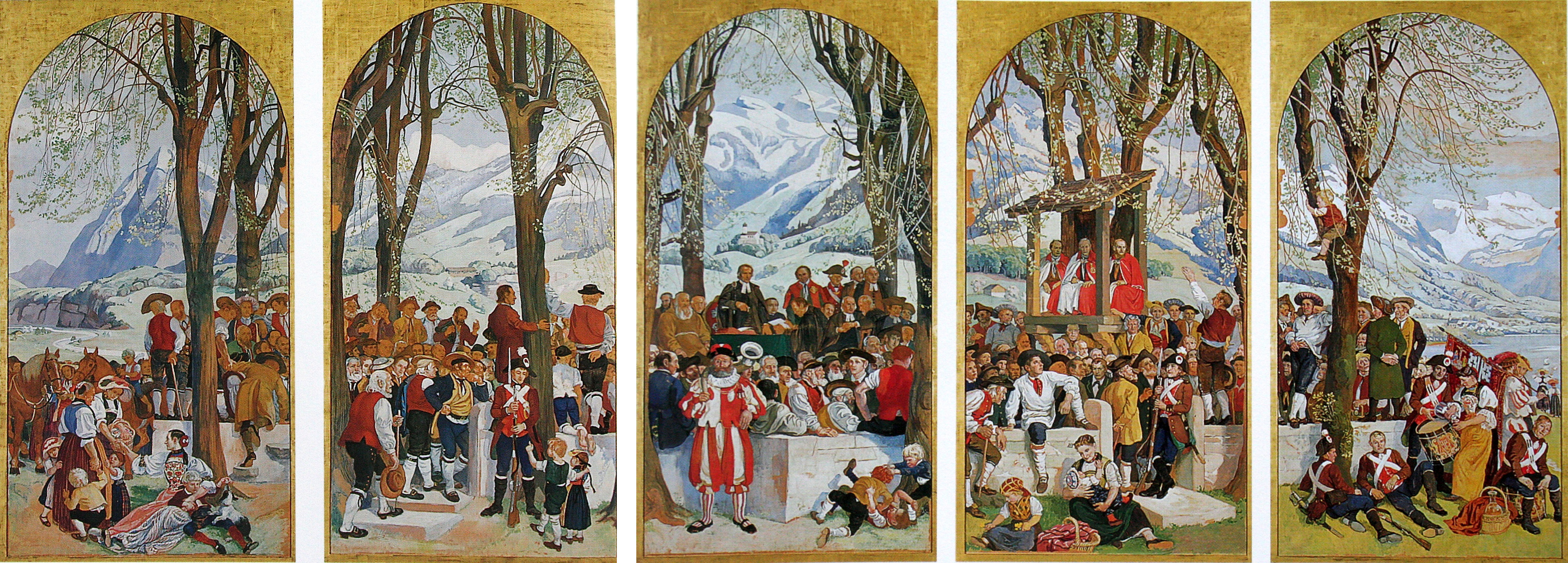
Les cinq panneaux de la fresque.

La Landsgemeinde est une fresque du peintre suisse Albert Welti, réalisé par Wilhelm Balmer (de) en 1914. L'œuvre, représentant une Landsgemeinde se trouve dans la salle du Conseil des États, au Palais fédéral à Berne.

## Description
Elle représente une Landsgemeinde nidwaldienne ayant eu lieu à Wil an der Aa. Au total, 150 personnes sont représentées sur l'œuvre.